# Mikasa (Sportartikel)
Mikasa ist ein japanischer Sportartikelhersteller. Er wurde 1917 in Hiroshima (Japan) als Masuda Rubber Industries gegründet. Seit 1964 stellt MIKASA die Spielbälle für alle FIVB-Veranstaltungen sowie die Olympischen Spiele. Seit 1982 werden Mikasa-Produkte in Deutschland durch die Hammer Sport AG mit Firmensitz in Neu-Ulm vertrieben. Im Jahr 2000 präsentierte Mikasa den ersten farbigen Hallenvolleyball MVP 200 und stellt 2008 den ersten Hallenvolleyball mit acht (statt bisher 18) flammenförmigen Panelteilen vor – den MVA 200.

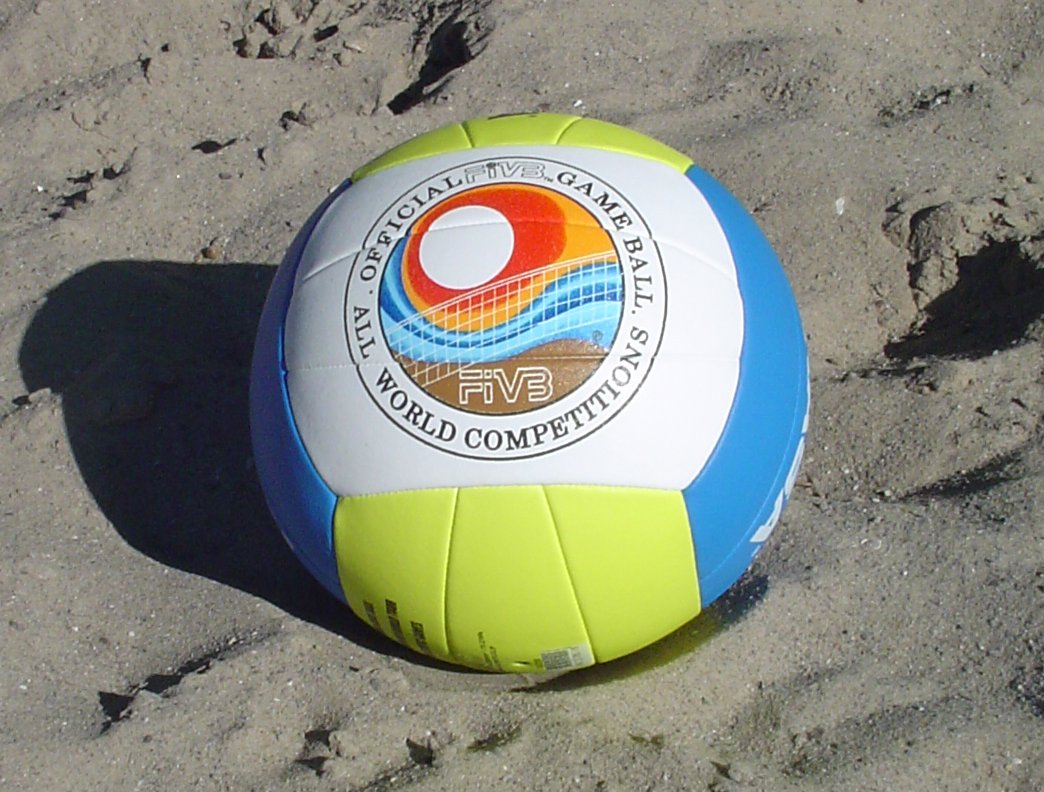
Offizieller FIVB Beachvolleyball 2005–2008, produziert von Mikasa

Als Balllieferant (Volleyball/Beachvolleyball) der Olympischen Sommerspiele 2012 in London stellt MIKASA die Spielbälle. Auch im Wasserball stellt Mikasa den offiziellen Spielball der Olympischen Spiele und Weltmeisterschaften. Weitere Produkte der Firma sind Basketbälle und Ball-Zubehör.

## Partner
In Deutschland ist Mikasa Partner des DVV (Deutscher Volleyball-Verband) und der DVJ (Deutsche Volleyball-Jugend) sowie elf weiterer Landesverbände:
- Bayerischer Volleyball-Verband
- Bremer Volleyball-Verband
- Hessischer Volleyball-Verband
- Niedersächsischer Volleyball-Verband
- Nordbadischer Volleyball-Verband
- Saarländischer Volleyball-Verband
- Volleyball-Verband Sachsen-Anhalt
- Schleswig-Holsteinischer Volleyball-Verband
- Südbadischer Volleyball-Verband
- Thüringer Volleyball-Verband
- Volleyball-Landesverband Württemberg.